# Musikåret 1914

## Händelser
- 21 april – En första konsert med futuristisk musik genomförs på Teatro dal Verme i Milano. Musiken är komponerad av Luigi Russolo och spelas på Russolos egenhändigt byggda intonarumori, bullerinstrument.

### Okänt datum
- Tyska skivmärket Applaudando börjar med utgivningar i Sverige.[1]
- Svenska skivmärket Bravo startas.[2]
- Svenska skivmärket Rekord släpper flera inspelningar.[3]

## Födda
- 16 januari – Bertil Boo, svensk skådespelare och sångare (baryton).
- 4 februari – Alf Jörgensen, svensk filmproducent, manusförfattare och sångtextförfattare.
- 14 februari – Britt G. Hallqvist, svensk författare och skapare av psalmer.
- 13 mars – Carl-Olof Anderberg, svensk kompositör och musikarrangör.
- 26 mars – Åke Grönberg, svensk regissör, skådespelare och sångare.
- 18 april – Tord Bernheim, svensk revyartist, sångare och skådespelare.
- 22 maj – Sun Ra, amerikansk musiker, organist och kompositör.
- 15 juli – Sven Stiberg, svensk kompositör och jazzmusiker (gitarr, banjo).
- 23 juli – Alf Prøysen, norsk visdiktare.
- 25 september – Walter Kejving, svensk kompositör och musiker (dragspel).
- 10 oktober – Bengt Logardt, svensk tandläkare, regissör, skådespelare manusförfattare och kompositör.
- 29 november – Sune Holmqvist, svensk skådespelare, musiker och sångare.
- 21 december – Gunnar Lundén-Welden, svensk musiker, kapellmästare, musikarrangör, kompositör.

## Avlidna
- 1 mars – Tor Aulin, 47, svensk violinist, dirigent och tonsättare.
- 15 juli – Arvid Ödmann, 63, svensk operasångare.

### Fotnoter
1. ↑  ”78:or & film”. http://78-varv.atspace.cc/applu.htm. Läst 3 juni 2011.
2. ↑  ”78:or & film”. http://78-varv.atspace.cc/artiphon.htm. Läst 3 juni 2011.
3. ↑  ”78:or & film”. http://78-varv.atspace.cc/rekord.htm. Läst 3 juni 2011.